# Wydmy Ostromeckie
Wydmy Ostromeckie (315.357) – mikroregion fizycznogeograficzny, stanowiący część mezoregionu Kotliny Toruńskiej.

## Położenie
Mikroregion zajmuje teren wyższych teras Kotliny Toruńskiej, położony na wschód od bydgoskiego zakola Wisły. W północno-zachodniej części mikroregionu zlokalizowane jest Ostromecko, w którym znajduje się zespół pałacowo-parkowy z XVIII–XIX w.

## Charakterystyka
Mikroregion obejmuje trzy terasy pradoliny Wisły (II, III, IV), pokryte piaskami. Dominuje krajobraz eoliczny z wydmami parabolicznymi w centralnej i zachodniej części mikroregionu. Pagórki eoliczne osiągają 15–17 m wysokości względnej. Mikroregion jest zalesiony borami sosnowymi na siedliskach boru świeżego oraz boru suchego (10% powierzchni, występują na północ od Stanisławki). W północnej części mikroregionu, w strefie przylegającej do wysoczyzny morenowej występują siedliska boru mieszanego i ubogich grądów, a w części zachodniej (nieopodal rezerwatu Mała Kępa Ostromecka) siedliska olsu torfowego.

### Ochrona przyrody
Północny fragment mikroregionu wchodzi w skład Zespołu Parków Krajobrazowych Chełmińskiego i Nadwiślańskiego, a fragment południowy w skład Obszaru Chronionego Krajobrazu Strefy Krawędziowej Kotliny Toruńskiej.